# Testolactone
Testolactone (INN, USAN) (tên thương hiệu Teslac) là một steroid ức chế aromatase không chọn lọc, không thể đảo ngược,  được sử dụng như một loại thuốc chống ung thư để điều trị tiên tiến giai đoạn ung thư vú. Thuốc đã bị ngừng sử dụng vào năm 2008 và không còn có sẵn cho sử dụng y tế. Tuy nhiên, nó đã được báo cáo vẫn được tiếp thị tại Hoa Kỳ bởi Bristol-Myers Squibb dưới tên thương hiệu Teslac.

## Sử dụng trong y tế
Thuốc này chủ yếu được sử dụng để điều trị các loại ung thư vú ở những phụ nữ đã trải qua thời kỳ mãn kinh hoặc buồng trứng không còn hoạt động. Nó hoạt động bằng cách ngăn chặn việc sản xuất estrogen, giúp ngăn ngừa sự phát triển của ung thư vú được kích hoạt bởi estrogen. Nó cũng có thể ngăn chặn các tế bào khối u được kích hoạt bởi các hormone khác. Nó cũng đã được sử dụng để trì hoãn dậy thì sớm vì khả năng ngăn chặn sản xuất estrogen. Ngoài ra, testolactone đã được sử dụng trong điều trị bệnh gynecomastia.

## Tác dụng phụ
Các tác dụng phụ phổ biến nhất bao gồm: 
- Cảm giác da bất thường
- Đau chân và cánh tay
- Khó chịu toàn thân
- Rụng tóc
- Ăn mất ngon
- Buồn nôn
- Đỏ lưỡi
- Nôn

## Dược lý
Tác dụng chính của testolactone được báo cáo là ức chế hoạt động của aromatase và giảm quá trình tổng hợp estrogen sau đó. Androstenedione, một hoocmon steroid 19 carbon được sản xuất ở tuyến thượng thận và tuyến sinh dục, là nơi tổng hợp estrone bắt nguồn và là nguồn estrogen ở phụ nữ sau mãn kinh. Các nghiên cứu in vitro báo cáo rằng sự ức chế aromatase có thể không cạnh tranh và không thể đảo ngược, và có thể giải thích cho sự tồn tại của tác dụng của thuốc này đối với sự tổng hợp estrogen sau khi ngừng thuốc.
Ngoài hoạt động như một chất ức chế aromatase, testolactone còn có một số hoạt động đồng hóa và hoạt động androgen yếu thông qua liên kết và kích hoạt thụ thể androgen (AR). Tuy nhiên, ái lực của nó với AR rất thấp; trong một nghiên cứu, nó cho thấy 0,0029% ái lực của metribolone đồng hóa (100%) đối với ARN ở người (K i = 41   Mùi và 1,18   nM, tương ứng). Theo đó, các tác dụng phụ của androgen như hirsutism, mụn trứng cá và thay đổi giọng nói đã được báo cáo ở không có phụ nữ trong các thử nghiệm lâm sàng với testolactone.

## Hóa học
Testolactone, còn được gọi là 13-hydroxy-3-oxo-13,17-secoandrosta-1,4-dien-17-oic acid-lactone, là một chất tương tự 18-oxasteroid và một chất tương tự D -homo-18-oxo của androstenedione (androst-4-en-3,17-dione), với vòng lacton sáu thành viên thay cho vòng D carbocyclic năm thành viên.